# Beeston (Bedfordshire)
Beeston is een Engels civil parish in het graafschap Bedfordshire. Het ligt in het district Central Bedfordshire.